# كثرة المنسجات غير اللانغرهانزية
كثرة المنسجات غير اللانغر هانزية أو كثرة المنسجات غير الإكسية (بالإنجليزية: Non-Langerhans cell histiocytosis) هو اسم لعائلة من أمراض كثرة المنسجات التي تتميز بغياب خلايا لانغر هانز ،أعراض هذه العائلة تظهر في الجلد بشكل ملحوظ.

## من أمراض كثرة المنسجات غير الإكسية
- الورم الحبيبي الأصفر اليافع
- داء البلعمة
- مرض نيمان-بيك
- كثرة منسجات البحر الأزرق
- متلازمة اردهايم تشيستر
- كثرة المنسجات الرأسية الحميدة
- ورم المنسجات الطفحي المتعمم
- الورم الأصفر المنتثر
- كثرة المنسجات العقدية المترقية
- الورم الأصفر الحطاطي
- كثرة المنسجات المخاطية الوراثية المترقية
- كثرة المنسجات الشبكية
- كثرة المنسجات للخلايا غير المتمايزة